# 薩支遠
薩支遠（??—），曾任中華民國駐巴林代表，輔仁大學法文系系友會會長。

## 學歷
- 輔仁大學法文系第四屆畢業
- 巴黎第三大學法文教授學院語文高級班畢業
- 巴黎政治學院國際關係系正期生畢業
- 巴黎第一大學國際關係博士班結業
- 法國社會科學高等學院博士

## 經歷
- 法國農業經濟研究中心（CIDR）研究
- 法國巴黎高等法院翻譯
- 駐法國代表處文化組秘書
- 外交部專員
- 駐法國代表處科技組組長
- 駐薩伊代表處代表
- 駐比利時代表處副代表
- 外交部研設會執行秘書
- 駐法國代表處副代表
- 淡江大學歐洲研究所及中央大學法文系兼任副教授